# Pierre Dupuy
Pierre Dupuy (Agen, 14 de novembro de 1582 — Paris, 15 de novembro de 1651) foi jurista, erudito e bibliotecário real francês. Era filho do humanista e bibliófilo Claude Dupuy. Mathieu Molé (1584-1656), primeiro presidente do Parlamento de Paris, para fazer um levantamento sobre os documentos que constituíam até aquela época o que eles chamavam de Trésor des chartes. Este trabalhou levou onze anos para ser realizado. Este inventário dos manuscritos está preservado no original e em cópia na Biblioteca Nacional da França, sendo que existem transcrições nos arquivos nacionais de Paris, no salão de registros de Londres, e em outras partes do mundo.
A classificação feita por Dupuy é ainda vista com respeito, porém, o inventário foi parcialmente substituído pela publicação do Inventário do Tesouro em 1863. Dupuy também publicou, junto com seu irmão Jacques e o amigo Nicolas Rigault (1577–1654) a História de Jacques Auguste de Thou (1620). Os dois irmãos, então, adquiriram de Rigault o posto de guardiães da biblioteca real, criando, a seguir, o catálogo da biblioteca.  Durante o trabalho de criação do catálogo, Dupuy fez o registro do gigante acervo de documentos não publicados, que lhe forneceram material para muitas obras de excelente qualidade. Estas obras se tornaram importantes contribuições para a história das relações entre a igreja e o Estado na Idade Média.  Foram escritas do ponto de vista gálico, isto é, em favor dos direitos da coroa em questões temporais e políticas, e isto explica a demora da publicação posterior à morte de Dupuy.

## Obras
- Traités des droits et libertés de l'Église gallicane, avec les preuves, 1639.
- Miscellae defensiones pro Cl. Salmasio, de variis observationibus ... - Claudius Salmasius, Petrus Puteanus, Jacobus Puteanus - 1645
- Histoire générale du schisme qui a été dans l'Église depuis 1378 jusqu'à 1428, 1654.
- Histoire de l'ordre militaire des Templiers, 1654.
- Histoire des plus illustres favoris anciens et modernes, 1654.
- Quelques procès criminels, 1654.
- Traité de la majorité de nos rois et des régences du royaume, 1655.
- Histoire du différend entre le page Boniface VIII et le roi Philippe le Bel, 1655.
- Traité des régences et des majorités des rois de France, 1655.
- Recueil des droits du roi, 1658.